# Tetrarquía

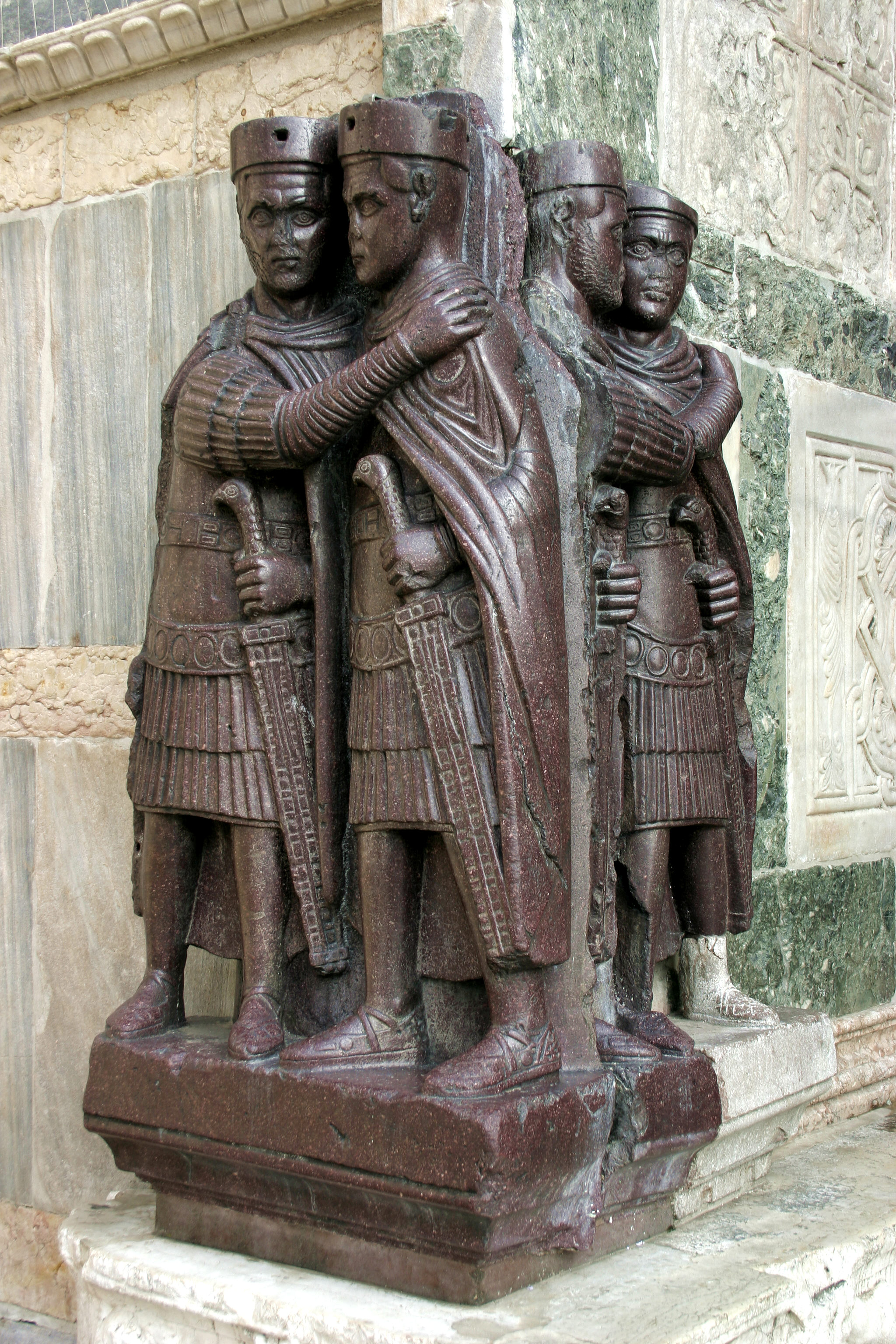
Los Tetrarcas. Escultura en pórfido, saqueada del Gran Palacio de Constantinopla en 1204 y actualmente ubicada en el Tesoro de San Marcos (Venecia).

La Tetrarquía fue el sistema de gobierno instituido por el emperador romano Diocleciano en 293 para dirigir el Imperio romano dividiéndolo entre dos emperadores mayores, los augustos, y sus subalternos y sucesores designados, los césares. Esto marcó el final de la crisis del siglo III.
Inicialmente, Diocleciano eligió a Maximiano como césar en 285, elevándolo a augusto al año siguiente y repartiéndose el gobierno del Estado: Maximiano se encargaría de las provincias occidentales y Diocleciano de las orientales. Sin embargo, esto no supuso la solución de los problemas internos y externos que afectaban al Imperio, así que, en marzo de 293 el emperador Diocleciano decidió establecer un gobierno colegiado nombrando a Galerio y Constancio Cloro como césares y se procedió al reparto de sus respectivas áreas de influencias.
La sucesión también quedó establecida, así, Diocleciano y Maximiano se retiraron el 1 de mayo de 305, elevando a Galerio y Constancio al rango de augustos. Sus lugares como césares fueron ocupados a su vez por Severo II y Maximino Daya.
Este sistema de sucesión no preveía la sucesión paterno filial por lo que cuando Constancio Cloro murió en el 306, Galerio nombró césares a Flavio Valerio Severo, compañero de armas, y a su sobrino Maximino Daya por delante de los hijos de Constancio y Maximiano. No obstante, el ejército acantonado en Eboracum (York) elevó a Constantino a la púrpura, y poco tiempo después, Majencio, hijo de Maximiano, se autoproclamó emperador en Roma. La negativa de Galerio a aceptar estas usurpaciones derivó en una serie de enfrentamientos y negociaciones entre los distitntos tetrarcas. Esto precipitó el final del sistema a través de sucesivas guerras civiles entre los distintos tetrarcas, que llegaron a ser cinco al mismo tiempo con el nombramiento de Licinio, compañero de Galerio, en el 308.
La situación política fue aclarándose a partir de la muerte de Galerio en 311. La victoria de Constantino contra Majencio en la batalla del Puente Milvio en 312 lo dejó con el control de la parte occidental del Imperio, mientras que Licinio se hacía con el dominio del este tras la muerte de Maximino. Finalmente, el sistema tetrárquico duró hasta el año 324, cuando las guerras civiles mutuamente destructivas eliminaron a la mayoría de los aspirantes al poder. Licinio renunció después de perder la batalla de Crisópolis, lo que dejó a Constantino dueño de todo el Imperio.
Los emperadores de la dinastía constantiniana conservaron algunos aspectos del gobierno colegiado. Constantino nombró a su hijo Constancio II césar en 324, seguido por Constante en 333 y su sobrino Dalmacio en 335. Los tres hijos supervivientes de Constantino en 337 fueron fueron proclamados augustos a la muerte de su padre y la idea de la división del Estado bajo múltiples emperadores conjuntos perduró hasta la caída del Imperio romano occidental. En el Oriental, augustos y césares continuaron siendo nombrados esporádicamente durante los siguientes siglos.

## Antecedentes: la diarquía (285-293)

Mapa del Imperio romano bajo la Tetrarquía, en el que se muestran las diócesis asignadas a cada tetrarca.

Tras la muerte de Caro y de su hijo Numeriano en la campaña militar en Persia, Diocleciano fue aclamado emperador por el ejército oriental. Consiguió acceder al trono tras un breve enfrentamiento con Carino, el otro hijo del emperador Caro, en la batalla del Margus, y su llegada al poder puso fin a la crisis del siglo III. Consciente de los problemas que atravesaba el Imperio romano, Diocleciano nombró césar a su colega de armas Maximiano en el año 285, y poco después lo elevó al rango de augusto con el objetivo de afrontar los diversos problemas. La fórmula, la diarquía, no era nueva, pues ya Marco Aurelio había compartido el poder con Lucio Vero pero ahora se hacía una división efectiva del poder y el territorio.
Los problemas afectaban a todos los frentes: Diocleciano combatió a lo largo del Danubio contra los germanos (288-289) y sármatas (289); en Siria expulsó a las tribus árabes (290)y contra los blemios en Egipto en el 291. Maximiano, por su parte, derrotó a los bagaudas (286-287) y combatió a los francos y chaibones en el Rin (286).Sin embargo sus campañas navales contra la usurpación de Carausio en Britania fracasaron (286-289).
Dados la multiplicación de los problemas que afectaban al imperio, las aunadas energías de los dos emperadores eran insuficientes para afrontarlos y realizar las reformas internas pertinentes. Ello motivo que Diocleciano estableciera la tetrarquía.

## Características
El sistema tetrárquico, como lo definió Seston, se basaba en la cooperación entre los gobernantes, pero no suponía el reparto del poder pues la autoridad principal seguía siendo Diocleciano; los augustos proponían las medidas y los césares las hacían cumplir. Para conformar la primera tetrarquía Diocleciano nombró a Cayo Galerio Valerio Maximiano como césar mientras que Maximiano nombraba césar para la parte occidental a Flavio Valerio Constancio.

### La familia imperial
Para reforzar los vínculos políticos se crea una familia imperial, para ello se proyectaron los matrimonios de Galerio con la Galeria Valeria, hija de Diocleciano y Prisca; y de Constancio, alejado ya de su primera esposa Helena, con Teodora, hija o hijastra de Maximiano. Años después la política matrimonial fue reforzada con casamientos posteriores: Majencio y su hermana Fausta, ambos hijos de Maximiano y Eutropia; casaron con Valeria Maximila (hija de Galerio) y Constantino (hijo de Constancio) respectivamente. Así mismo, Licinio casó con Flavia Julia Constancia, hija del tetrarca Constancio.
La intención era mostrar una auténtica familia romana emparentada por lazos familiares y no simples adopciones como en el Alto Imperio, así se reforzaba la imagen pública de los emperadores en unidad. Los colegas asumieron el patronímico Valerio, que tenía Diocleciano en su nombre, y además, desde el 287, los augustos reforzaron su la relación política y familiar cuando Diocleciano y Maximiano fueron investidos de connotaciones religiosas, así, Diocleciano asumió el título Iovius y Maximiano el de Herculius, padre e hijo según la mitología grecorromana.

### Reparto territorial
Para hacer efectivo el gobierno se requería un reparto territorial desde el cual cada gobernante pudiera hacer frente a los problemas de forma eficaz.  Se establecieron de la siguiente manera:
- Occidente comprendería los territorios Italia, Britania, África e Hispania. Los tetrarcas de esta zona (Maximiano, Constancio, Constantino y Severo) se alejaron de Roma y establecieron sus centros de poder en ciudades como Mediolanum, Arelate o Augusta Treverorum. Solo el rebelde Majencio hizo de la antigua capital su plaza fuerte.
- Oriente comprendía las provincias danubianas, Grecia, Asia Menor, Egipto y las provincias orientales. Diocleciano estableció su centro de poder en Nicomedia, mientras que Galerio lo hizo en Sirmio y después en Tesalónica. Por su parte, Maximinio Daya muy problamenente residiera en Antioquía.

### Autoridad
En este sistema, al menos en la primera tetrarquía, no había una división territorial perfectamente delimitada sobre las áreas de poder de cada tetrarca. Diocleciano se comportaba como detentor de un poder superior por ser el augusto senior. Dado que esta situación no se dio con la segunda tetrarquía y ya generados algunos conflictos por problemas de supremacía, la división territorial entre los cuatro se consumó en la segunda tetrarquía.
Esta coparticipación del poder no supuso un desmembramiento del Imperio, pues Diocleciano se reservó para sí la Auctoritas Senioris Augusti, conservando así la capacidad de intervención en los demás territorios. Asimismo, Diocleciano dio forma a la nueva tetrarquía determinando que los augustos debían renunciar a los 20 años de gobierno, dejando paso a los dos césares que a su vez debían nombrar a los nuevos. Asimismo, la reforma indicaba las formas de titulación que debían emplearse:

Los títulos comunes de los emperadores romanos —pius, felix, invictus, augustus, pater patriae— así como el fundamental poder proconsular fueron detentados en exclusiva por los dos augustos, Diocleciano y Maximiano. Por su parte los dos césares tenían el mismo número de consulados y potestades tribunicias, pero carecían de salutaciones imperiales.
García Moreno (1979:354)

### Sucesión
Para que el sistema fuera efectivo se preveía que, después de 20 años de gobierno, los augustos abdicaran voluntariamente cediendo el poder a los césares que, a su vez serían elevados a augustos. Finalmente, estos, nombrarían a nuevos césares. Sin embargo, el sistema solamente se mantuvo estable durante el reinado de Diocleciano pues tras su abdicación las disputas entre los tetrarcas terminaron por liquidar el sistema en unos veinte años.

## Tetrarcas

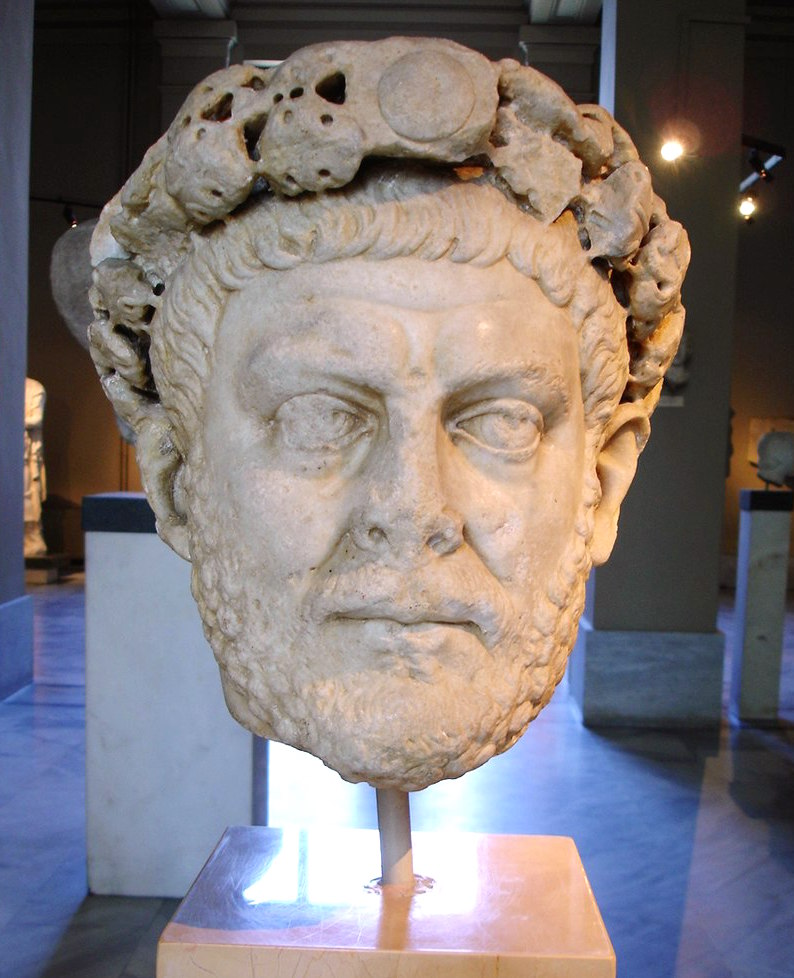
Center|Diocleciano (244-311)
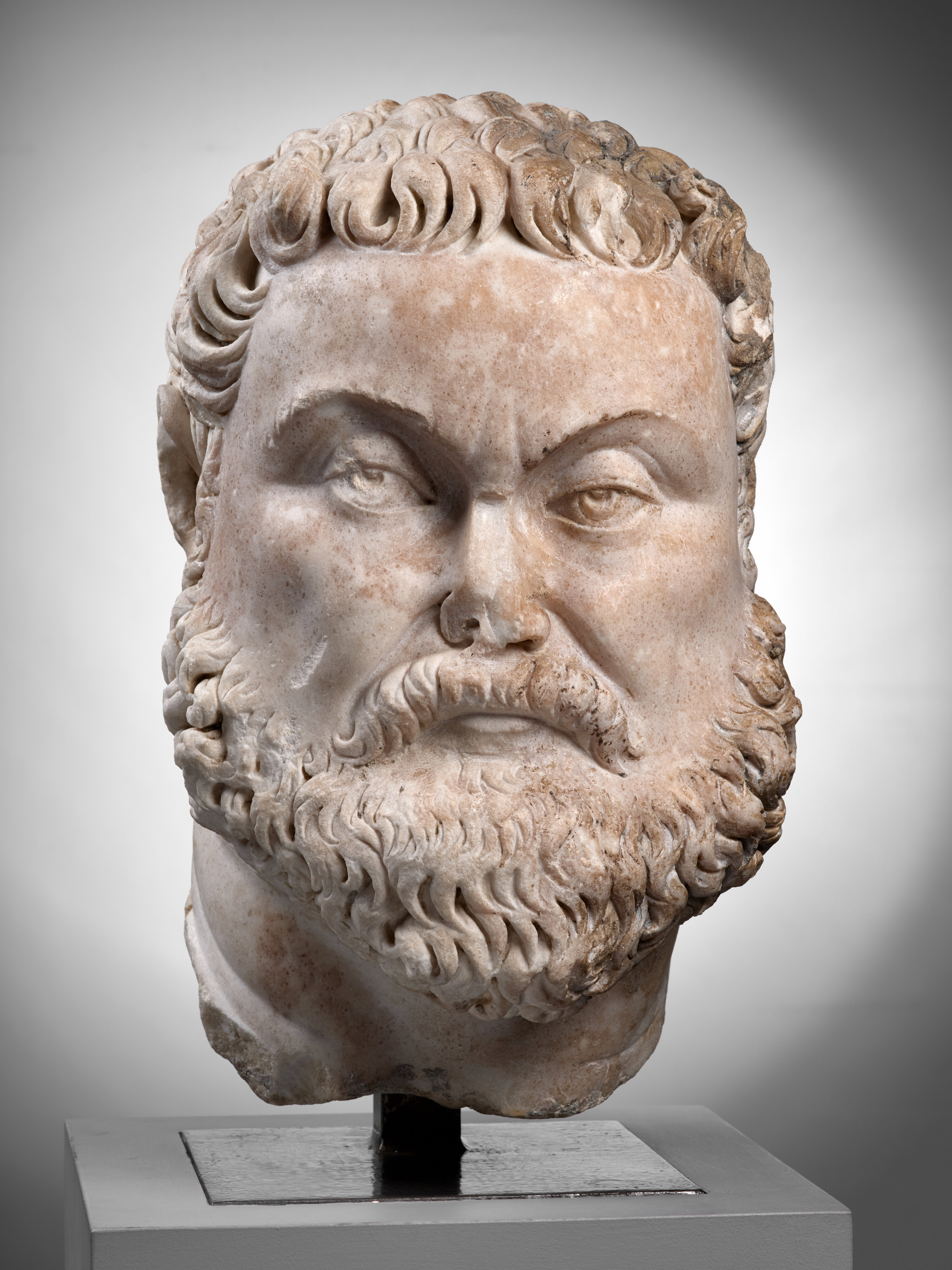
Center|Maximiano (c.250-310)
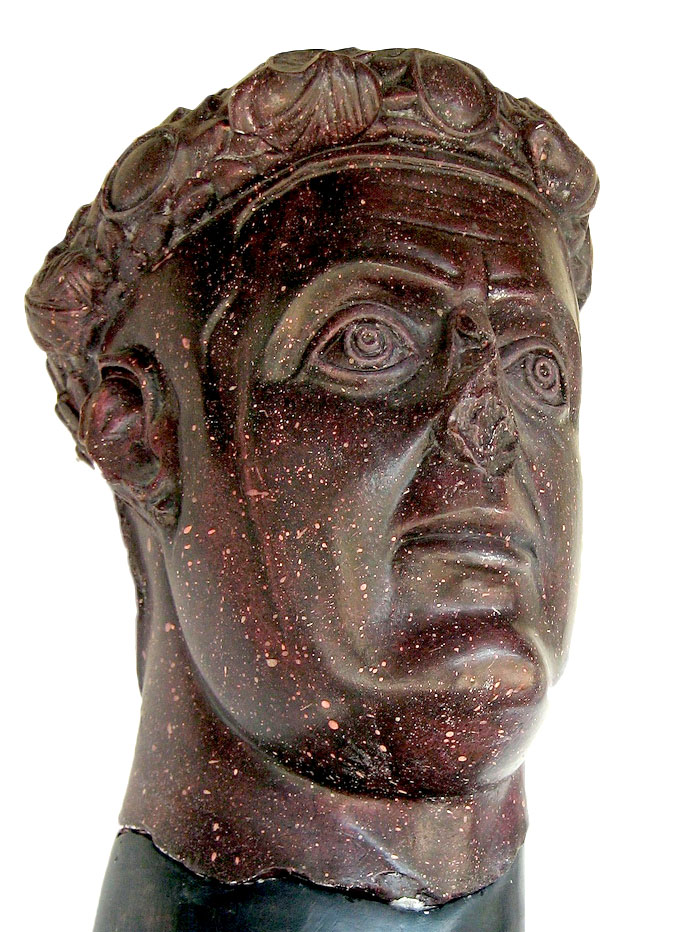
Center|Galerio (c.260-311)
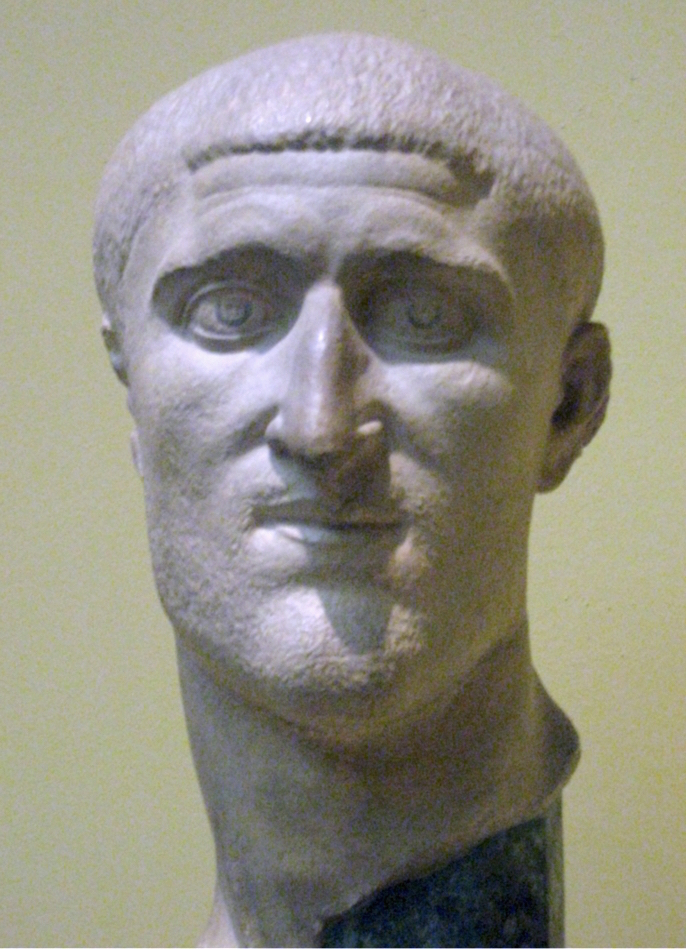
Center|Constancio I (c.250-306)
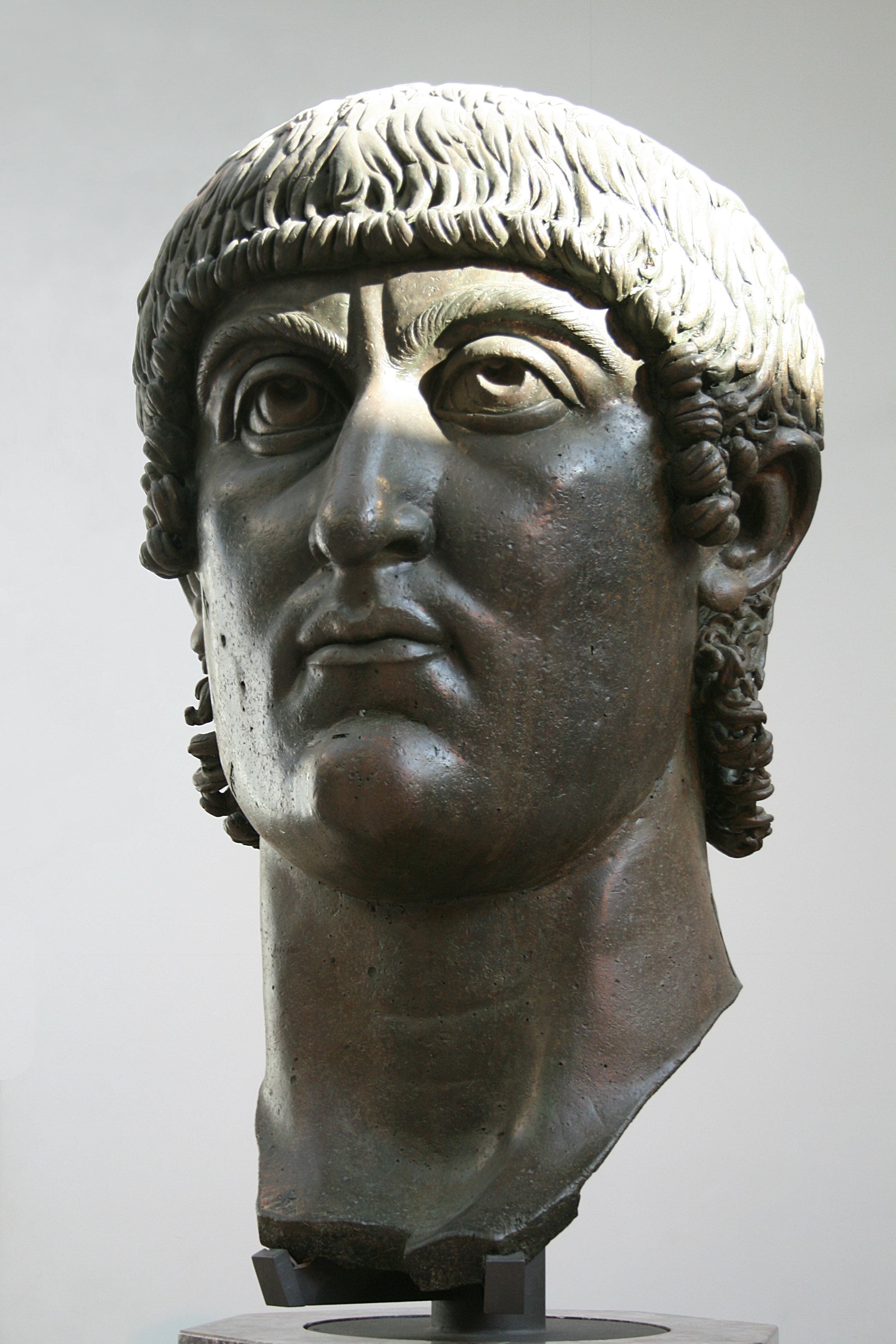
Center|Constantino (272-337)
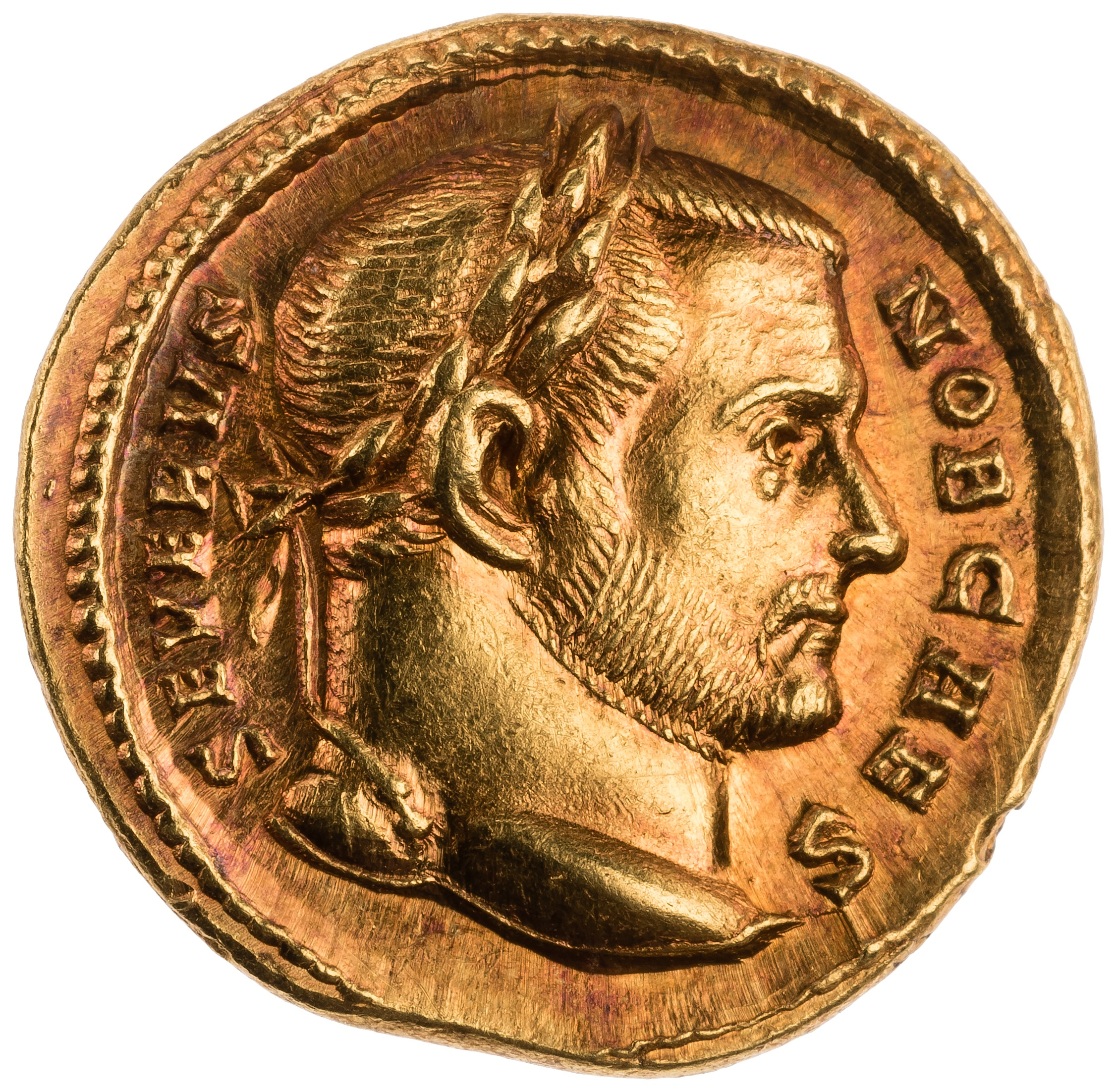
Center|Severo II (¿-307)
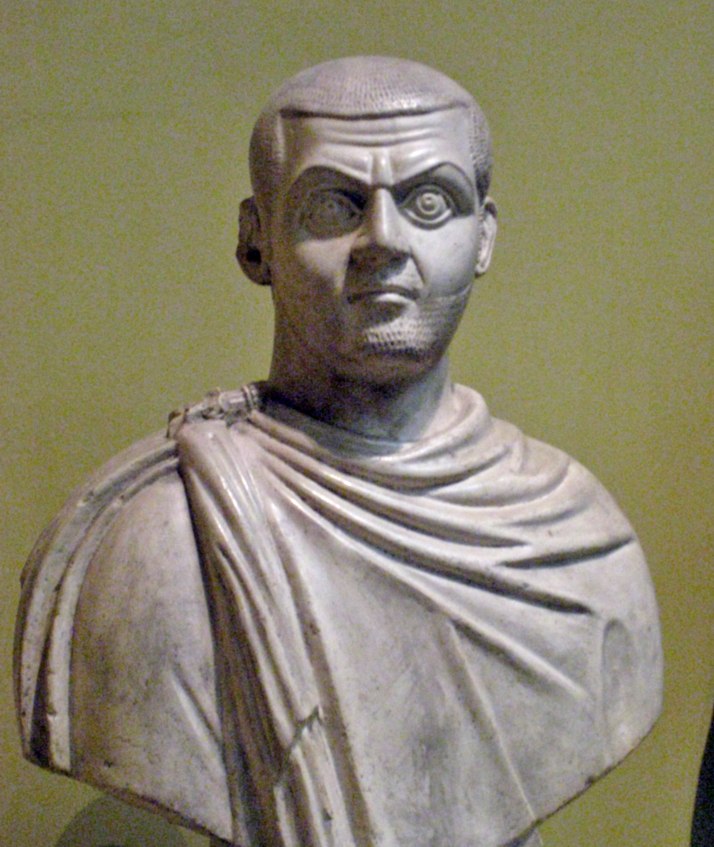
Center|Maximino Daya (c.270-313)
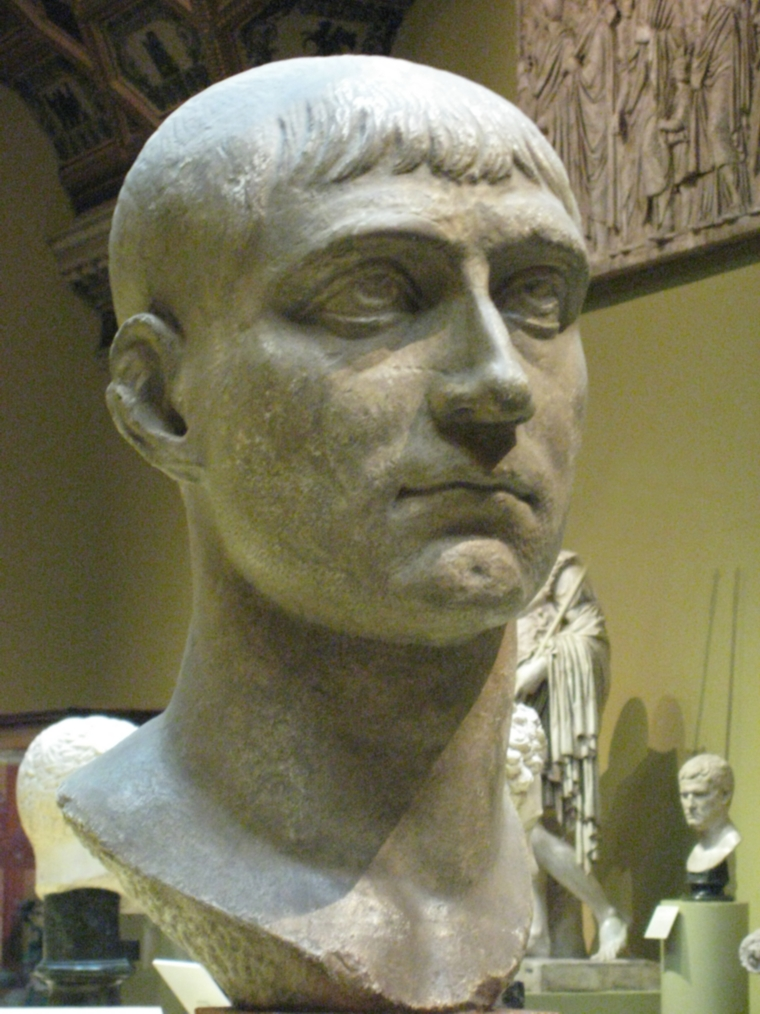
Center|Majencio (c.278-312)
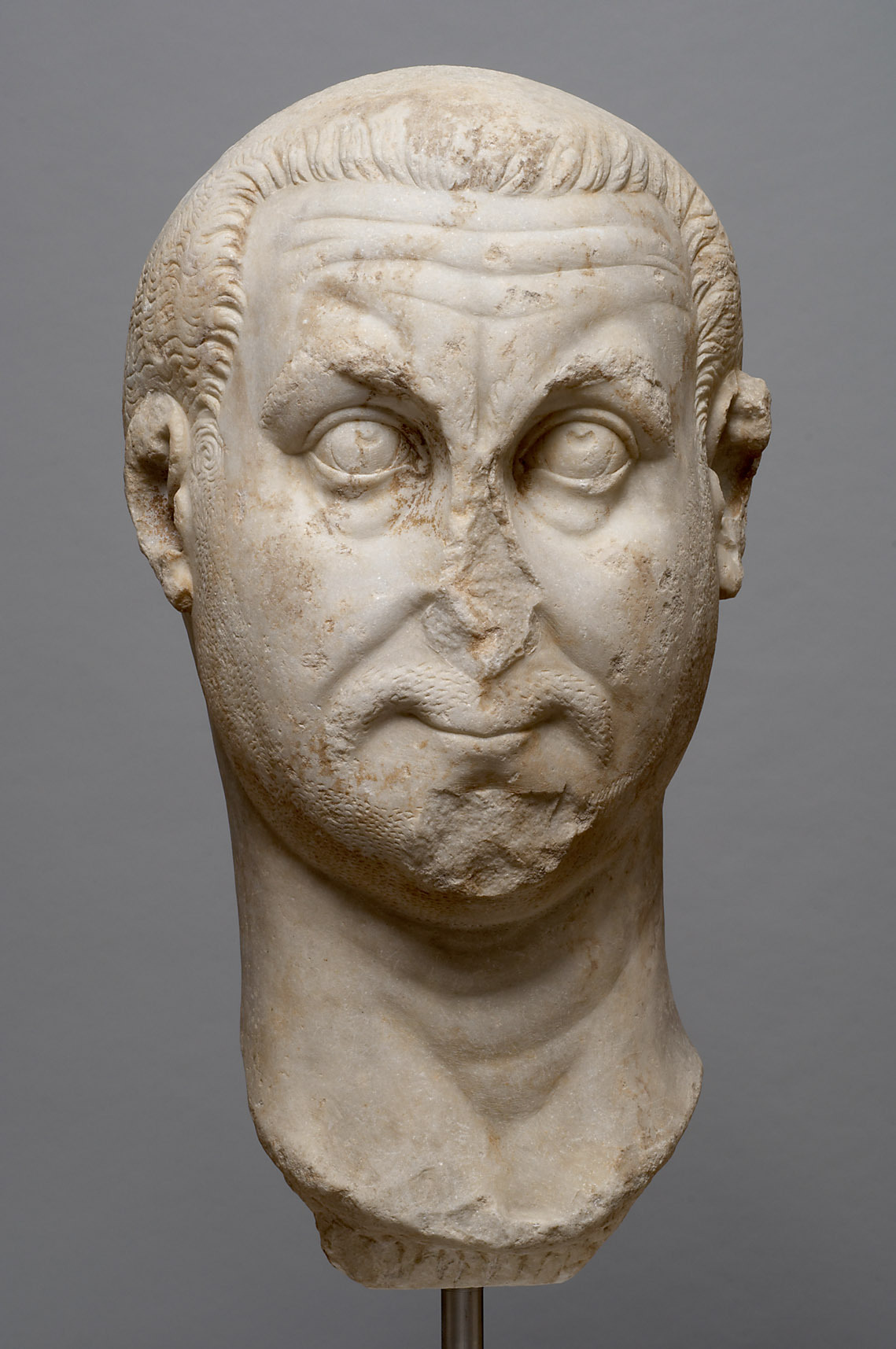
Center|Licinio (c.250-325)

## Periodo de reformas

### Reformas militares
Entre las reformas emprendidas durante este periodo destacó la reforma del ejército romano, que anticipó la transformación completa bajo el gobierno de Constantino (h. 320). El ejército romano debió aumentar sus fuerzas hasta las 60 legiones, este incremento es asumido por los investigadores actuales pero sobre su tamaño o proporcionalidad presenta numerosas variables.  Lactancio, autor cristiano, atribuye en su obra De mortibus persecutorum  que fue Diocleciano quien aumentó exageradamente el ejército. Sin embargo, lo más probable es que el número de efectivos rondase los 300.000 o 400.000 soldados.  Otro aspectos importante fue la estructura del ejército imperial. Las guerras del siglo III había revelado la eficacia de cuerpos móviles e independientes que pudieran acudir a diferentes frentes, los llamados vexillatio. Esta experiencia sirvió para la creación de un ejército dual: las legiones tradicionales acantonadas en el limes, que quedaron al mando de los duces (cargo de nueva creación de orden ecuestre) sustrayendo su autoridad a los gobernadores provinciales; y los nuevos ejércitos de campaña de los tetrarcas (comitatus) que también podían realizar operaciones de seguridad interna y regionales. Además en la zona occidental, Maximiano o tal vez Constancio fueron los primeros en utilizar tropas denominadas auxilium. 
En la frontera Diocleciano y los demás tetrarcas carecieron de un programa consistente para el avance de las fronteras, y los registros de las construcciones en las fronteras probablemente hacen referencia a casos y necesidades concretas de defensa como en el limes pannonicus, en Britaniao en el limes Arabicus. En este último ejemplo, la Strata Diocletiana, línea fortificada que se extendía desde el Éufrates a Palmira y el noreste de Arabia, es el sistema fronterizo clásico de Diocleciano, consistente en una carretera exterior seguida por fuertes espaciados y de más fortificaciones en la retaguardia. En un intento de resolver la dificultad que entrañaba la lentitud en el envío de órdenes hasta la frontera, las nuevas capitales de la tetrarquía se colocaron todas mucho más cerca de las fronteras del imperio: Trier estaba ubicada en el Rin, Sirmium y Serdica estaban cerca del Danubio, Tesalónica estaba en la ruta hacia oriente, y Nicomedia y Antioquía eran puntos importantes en cuanto a las relaciones con Persia.

### Reformas administrativas
Diocleciano estructuró su corte distinguiendo departamentos separados (scrina) para las distintas tareas. A partir de esta estructura surgieron los cargos de los distintos magistri, como la del Magister officiorum y los secretariados asociados. Se trataba de hombres preparados para gestionar las peticiones, requerimientos, correspondencia, asuntos legales y embajadas extranjeras. En su corte Diocleciano mantuvo un cuerpo permanente de asesores legales, hombres con significativa influencia en su reestructuración de los asuntos jurídicos. También hubo dos ministros de finanzas, uno de ellos encargado del tesoro público y otro de los dominios privados del emperador, y un prefecto del pretorio, el cargo más importante de todos ellos. La reducción que Diocleciano hizo de la Guardia Pretoriana, cuyo tamaño quedó reducido al nivel de una simple guarnición de una ciudad, implicó una reducción de los poderes militares del prefecto, pero el cargo mantuvo una gran autoridad de carácter civil. El prefecto tenía a su cargo a cientos de funcionarios y gestionaba asuntos en todas las áreas de gobierno: impuestos, administración, jurisprudencia, y pequeños asuntos militares. El prefecto del pretorio a menudo respondía solo frente al propio emperador.
Para reducir la posibilidad del surgimiento de usurpadores locales al trono, para facilitar una recaudación de impuestos y de provisiones más eficiente y para ayudar a hacer cumplir la ley, Diocleciano dobló el número de provincias desde cincuenta hasta casi cien. Las provincias, a su vez, quedaron agrupadas en doce diócesis, cada una de ellas gobernada por un oficial llamado vicarius, que respondía frente al prefecto del pretorio. Alguna de las divisiones provinciales tuvo que ser dividida, por lo que fueron modificadas de nuevo o bien a comienzos de 293 o bien a comienzos del siglo IV. La propia Roma quedó fuera del sistema, y sería administrada por un Prefecto de la Ciudad de rango senatorial (el único puesto de prestigio con verdadero poder que seguía reservado a senadores).

### Reformas impositivas
Como se ha visto anteriormente, el ejército en la tetrarquía se incrementó enormemente con respecto al pasado, y esto requería un enorme gasto al que también había que sumar el del gran incremento de funcionarios a lo largo de esa época. Las reformas más importantes que Diocleciano impulsó en el ámbito económico hacen referencia al establecimiento de un nuevo sistema fiscal basado en dos impuestos tradicionales. El iugatio-capitatio gravaba tanto tierras —ager— (el impuesto se basaba en las leyes Licinio Sextias y determinaba una cierta cantidad de pago según los iugera —patrón para medir la tierra— que poseyera cada terrateniente caput/capitatio) como personas (capitatio humana) y animales (capitatio animalium).
Con la finalidad de asegurar un sistema impositivo igualitario la provincia de Italia, que tradicionalmente había estado exenta del pago de impuestos, perdió dicha exención. Desde los años 290/291 en adelante, la mayor parte de Italia debería pagar el mismo nivel de impuestos que otras provincias. La prefectura de la propia ciudad de Roma y la diócesis que la rodeaba (en donde los senadores mantenían la gran parte de sus propiedades inmobiliarias) se mantuvo, no obstante, exenta de impuestos.
Los edictos fiscales de Diocleciano también enfatizaron la responsabilidad solidaria de los obligados tributarios. Los registros públicos de los impuestos se crearon para incrementar la transparencia de la recaudación, de modo que los contribuyentes pudieran conocer con exactitud cuánto habían pagado sus vecinos. La figura del decurión había sido hasta entonces un cargo honorífico que muchos aristócratas adinerados intentaban conseguir, pero a raíz de las reformas de Diocleciano se convirtió en un cargo mucho más riguroso, que podía llevar a la quiebra en el caso de una importante caída en las cifras de producción. Por otra parte, Diocleciano también introdujo en las poblaciones la obligación comunitaria de pagar los impuestos: el consortium. Con esto, si un individuo de una comunidad abandonaba y se marchaba a un latifundio para no tener que pagar los duros impuestos, los que se quedaban allí tenían que abonar la parte del otro haciendo de las recaudaciones una carga cada vez más insoportable. Por eso se estableció, también, el munnera (impuesto en trabajo público), para aquellos que ya no podían pagar de otro modo.

### Edicto de precios
Fue un edicto promulgado por Diocleciano en el 301 con el objetivo de fijar los precios máximos de más de 1000 productos así como establecer el coste de la mano de obra.
Durante la crisis del siglo III, la moneda romana se había devaluado enormemente debido a que los numerosos emperadores y usurpadores habían ido acuñando sus propias monedas mediante el sistema de devaluar su valor metálico con la finalidad de obtener más efectivo con el que pagar a los soldados y funcionarios. Junto con esta norma, Diocleciano emitió diversos edictos fiscales y monetarios con la intención de reformar el sistema impositivo y estabilizar la moneda. Además de esto, imponía un techo máximo de precios para más de mil productos, entre los que se incluían alimentos (carne de vaca, grano, vino, cerveza, salchichas, etc.), ropa (zapatos, abrigos, etc.), costes del transporte marítimo e incluso el precio del jornal.

### Política religiosa
Uno de los primeros objetivos de Diocleciano al acceder al trono en noviembre de 284 fue promover un «resurgimiento religioso» del culto tradicional romano, del cual era un fiel devoto, especialmente de las antiguas deidades olímpicas.. La primera de las persecuciones se dirigió contra cristianos que formaban parte del ejército (299) y después contra los maniqueos (302-303). Finalmente, el 23 de febrero de 303 Diocleciano ordenó que la recientemente construida iglesia cristiana en Nicomedia fuera arrasada, sus escrituras quemadas y sus tesoros confiscados. Al día siguiente, Diocleciano publicó el «Edicto contra los cristianos». Los principales objetivos de la norma eran, como lo habían sido durante la persecución de Valeriano, la propiedad cristiana y el alto clero.
Diocleciano pidió que el edicto se ejerciera «sin derramamiento de sangre», contra las exigencias de Galerio de que todos los que se negaran a hacer los sacrificios obligatorios fueran condenados a ser quemados vivos. En cualquier caso, y a pesar de la solicitud de Diocleciano, los jueces locales a menudo aplicaban ejecuciones durante la persecución, dado que la pena capital era uno de sus poderes discrecionales. La recomendación de Galerio —quemar vivos a los cristianos— se convirtió en un método común de ejecución de los cristianos en el Oriente.
En el verano de 303, después de una serie de rebeliones en Malatya (Turquía) y Siria, se hizo público un segundo edicto, ordenando el arresto y encarcelamiento de todos los obispos y sacerdotes. Anticipando la celebración del vigésimo aniversario de su reinado el 20 de noviembre de 303, Diocleciano declaró una amnistía general por medio de su tercer edicto. Cualquier miembro del clero podría ser liberado, siempre y cuando aceptase realizar un sacrificio a los dioses paganos. En 304, el cuarto edicto ordenaba que todas las personas, fuesen hombres, mujeres o niños, deberían reunirse en lugares públicos y realizar un sacrificio colectivo. Si se negaban, serían ejecutados. Este último edicto ni siquiera llegó a aplicarse en los dominios de Maximiano y Constancio. En Oriente, en cambio, estuvo vigente hasta la promulgación en 313 del edicto de Milán de Constantino y Licinio. 
Diocleciano abdicó en el 305 y mantuvo la esperanza de la abolición del cristianismo pero la resistencia flexible de sus seguidores impidió tal cosa. Todavía vivía Diocleciano cuando el 30 de abril del año 311, Galerio emitió el edicto de tolerancia que puso punto final a las medidas represivas. 

## Primeras tetrarquías (293-306)
| Primera tetrarquía 1 de marzo de 293 - 1 de mayo de 305                                                                | Primera tetrarquía 1 de marzo de 293 - 1 de mayo de 305                                                 | Primera tetrarquía 1 de marzo de 293 - 1 de mayo de 305 | Primera tetrarquía 1 de marzo de 293 - 1 de mayo de 305 |
| Parte occidental | Parte oriental                                                                                          |                                                         |                                                         |
| --- | --- | ------------------------------------------------------- | ------------------------------------------------------- |
| Diócesis de Hispania, Italia y África Augusto MaximianoDiócesis de Galia, Viennensis y Britania César Constancio Cloro | Diócesis de Oriente, Asia y Ponto Augusto DioclecianoDiócesis de Panonia, Moesia y Tracia César Galerio |                                                         |                                                         |
| Usurpadores (fechas en el poder)                                                                                       | |                                                         |                                                         |
| Carausio (286-293) y Alecto (293-296) en Britania                                                                      | Lucio Domicio Domiciano (297) y Aquileo (297-298) en Egipto                                             |                                                         |                                                         |

### Restitución del orden
La creación del sistema tetrarquico se debe principalmente a Diocleciano que en 293 decidió crear este sistema, casi improvisado, para hacer frente a los problemas que afectaban al Imperio romano. En la zona occidental, el augusto Maximiano extendió su dominio sobre los territorios de Italia, África e Hispania.  Respecto a esta última, Aurelio Víctor se la atribuía al césar Constancio Cloro, pero para Lactancio quedó en mano del augusto. Por su parte, en la zona oriental, Diocleciano asumía el contro de las diócesis de Orietne, Asia y Ponto dejando a Galerio con Panonia, Moesia y Tracia.
La política interior de esta primera tetrarquía se centró en la supresión de las usurpaciones en Britania y Egipto. En la primera, la rebelión de Carausio no había podido ser sofocada exitosamente por Maximiano y se forzó una frágil paz. El usurpador comenzó a tener visiones sobre su legitimidad y reconocimiento. Acuñó moneda propia y llevó su valor al nivel de la romana, así como consideró y honró a Maximiano y luego a Diocleciano. Esta situación se prolongó hasta 293, cuando Constancio Cloro, ahora César de Occidente, marchó sobre la Galia y la reclamó para el Imperio. Aisló a Carausio sitiando el puerto de Bononia e invadiendo Batavia en el delta del Rin, con lo que aseguraba su retaguardia contra los aliados francos del usurpador. No pudo realizar la invasión de Britania hasta que no se construyó una flota apta para la ocasión. No obstante, la continuidad de Carausio en el poder estaba sentenciada. Alecto, a quien había puesto al cargo del tesoro, lo asesinó y se hizo con el poder. Su reinado sólo duró tres años, tras los cuales fue vencido y muerto por el subordinado de Constancio, Julio Asclepiodoto.
En el caso de Egipto, Diocleciano marchó a sofocar la rebelión de Lucio Domicio Domiciano en junio o julio de 297, pero este murió en diciembre del mismo año. Es posible que su corrector, Aurelio Aquíleo, quien era responsable de la defensa de Alejandría, continuara la revuelta en su nombre tras su muerte; de hecho, solamente en marzo de 298 pudo Diocleciano recuperar la ciudad.

### La defensa de las fronteras
A comienzos de 294, Narsés y Diocleciano procedieron a hacer el acostumbrado intercambio de regalos entre los dos imperios, y Diocleciano incluyó un intercambio de embajadores. Pero un año después, el soberano sasánida inició una nueva guerra contra Roma en el 296, invadiendo Armenia, de la cual expulsó al soberano filorromano Tiridates III de Armenia. Diocleciano encomendó a Galerio la dirección de la guerra, pero el césar fue derrotado en Callinico. Diocleciano marchó apresuradamente desde Egipto hacia Siria y, presumiblemente bastante disgustado por la derrota de su césar, obligó a Galerio, que vestía el manto púrpura, a correr una milla delante de su carruaje En 298, o quizá en 299, los romanos tomaron de nuevo la ofensiva. Galerio invadió Armenia, donde el terreno no permitía el despliegue eficaz de los temibles jinetes de caballería pesada persas, en tanto que Diocleciano entraba en Mesopotamia. En la ciudad armenia de Satala, Narsés sufrió una seria derrota a manos de Galerio, quien lo atacó por sorpresa. Hasta el harén de Narsés cayó en poder de los romanos, con lo que el Gran Rey, preocupado por sus familiares, se vio obligado a pedir la paz. En la llamada Paz de Nisibis, en 298 (algunos autores aislados defienden la fecha de 299), se acordó en dicha localidad que los sasánidas cedieran cinco provincias al oeste del Tigris, así como el norte de Mesopotamia, con la ciudad de Nísibis, notable por su valor estratégico y económico, y que fue elegida como el único lugar en el que se permitiría el comercio entre las dos potencias. La victoria de Diocleciano supuso para Roma la ganancia de un enorme prestigio. Por parte persa, algunos de los términos del tratado, como la entrega de Nísibis y, sobre todo, la ampliación del poder de Roma hasta la margen izquierda del Tigris, fueron percibidos como una humillación.
Otras campañas destacadas contra los germanos. En el limes danubiano donde Diocleciano, Maximiano y Galerio obtuvieron importantes victorias sobre los carpianos en el 295, 297 y 302 respectivamente; o la victoria sobre marcomanos y cuados en el 297. Maximiano dirigió una sangrienta campaña contra las tribus bereberes (297-298) y Constancio dirigió una campaña contra los pictos en el 305 para asegurar el control sobre Britania.

### La sucesión
| Diócesis de Galia, Viennensis, Hispania y Britania Augusto Constancio IDiócesis de Italia y África César Severo II | Diócesis de Panonia, Moesia, Tracia, Ponto y Asia Augusto GalerioDiócesis de Oriente César Maximino Daya |

Llegado el año 303, Diocleciano mostró signos de fatiga. Abandonó Roma y se dirigió a su sede de Nicomedia donde durante el invierno de 304-305, se mantuvo recluido en su palacio todo el tiempo. Galerio llegó a la ciudad algo más tarde ese mismo mes. Según Lactancio, llegó armado y con planes de reconstituir la tetrarquía, forzando a Diocleciano a abdicar y colocar en la oficina imperial a las personas de su confianza. Lactancio también dice que había hecho lo mismo con Maximiano en Sirmium..
El 1 de mayo de 305 Diocleciano convocó una asamblea de sus generales, las tropas que acompañaban al emperador, y representantes de las legiones más distantes. Se reunieron en la misma colina a las afueras de Nicomedia en la que Diocleciano había sido proclamado emperador. Delante de la estatua de Júpiter, su principal deidad, Diocleciano se dirigió a la multitud y con lágrimas en los ojos les explicó su debilidad, su necesidad de descanso y su deseo de renunciar. Declaró que necesitaba pasar el deber del imperio a alguien más fuerte. Con ello se convirtió en el primer emperador romano en abdicar voluntariamente. Inmediatamente Galerio asumió el poder como augusto.
Al mismo tiempo Maximiano abdicó en una ceremonia separadas que se celebró en Milán a favor de Constancio. La sucesión contrarió a Maximiano, pues los nuevos césares serían Severo y Maximino, con lo que su heredero se quedaba sin nada. Severo y Maximino eran competentes y militares y ambos estaban estrechamente relacionados con Galerio: Severo era su sobrino y Maximino un excompañero de armas. Las relaciones de Maximiano con el nuevo orden no serían buenas desde el principio, máxime cuando observó cómo Galerio asumió la posición principal que había detentado Diocleciano. Aunque presidió la ceremonia de la proclamación de Severo como césar, en dos años se rebelaría contra los nuevos tetrarcas.
Finalmente, Diocleciano se retiró al palacio que había construido en su tierra natal y Maximiano hizo lo propio en sus villas de Campania y Lucania, donde continuó con su opulenta vida. Aunque distantes de los centros políticos del Imperio, los exemperadores se mantuvieron lo bastante cerca como para continuar en contacto.

## El fracaso del sistema
| Tercera Tetrarquía 25 de julio de 306 - 16 de agosto de 307                                             | Tercera Tetrarquía 25 de julio de 306 - 16 de agosto de 307 | Tercera Tetrarquía 25 de julio de 306 - 16 de agosto de 307 | Tercera Tetrarquía 25 de julio de 306 - 16 de agosto de 307 |
| Diócesis de Italia, África, Hispania y Panonia                                                          | Diócesis de Moesia, Macedonia, Tracia, Ponto y Asia         |                                                             |                                                             |
| --- | ----------------------------------------------------------- | ----------------------------------------------------------- | ----------------------------------------------------------- |
| Augusto Severo II (¿-307)                                                                               | Augusto Galerio (250-311)                                   |                                                             |                                                             |
| Diócesis de Britania, Viennensis y Galia                                                                | Diócesis de Oriente                                         |                                                             |                                                             |
| César Constantino I (272-337)                                                                           | César Maximino Daya (270-313)                               |                                                             |                                                             |
| Usurpadores (fechas en el poder)                                                                        |                                                             |                                                             |                                                             |
| Augusto Majencio (306-312) en Roma, luego Italia y ÁfricaAugusto Maximiano (306-309) en Italia y África |                                                             |                                                             |                                                             |

| Cuarta Tetrarquía 16 de agosto de 307 - mayo 311 | Cuarta Tetrarquía 16 de agosto de 307 - mayo 311   | Cuarta Tetrarquía 16 de agosto de 307 - mayo 311 | Cuarta Tetrarquía 16 de agosto de 307 - mayo 311 |
| Diócesis de Galia, Viennensis, Hispania y Britania | Diócesis de Moesia, Macedonia Tracia, Ponto y Asia |                                                  |                                                  |
| --- | -------------------------------------------------- | ------------------------------------------------ | ------------------------------------------------ |
| Augusto Constantino I (272-337) | Augusto Galerio (250-311)                          |                                                  |                                                  |
| Diócesis de Panonia | Diócesis de Oriente                                |                                                  |                                                  |
| Augusto Licinio (250-325) | Augusto Maximino Daya (270-313)                    |                                                  |                                                  |
| Diócesis de Italia y África |                                                    |                                                  |                                                  |
| Augusto Majencio (¿278?-312)Augusto Maximiano (250-310) enfrentado a su hijo, se refugió en Arlés bajo la protección de Constantino; rebelado contra este fue ejecutado en el 310 |                                                    |                                                  |                                                  |
| Usurpadores (fechas en el poder) |                                                    |                                                  |                                                  |
| Domicio Alejandro (309-311) en África contra Majencio |                                                    |                                                  |                                                  |

| Augusto Constantino I (272-337) | Augusto Licinio (250-325)         |
| Diócesis de Italia y África     | Diócesis de Asia, Ponto y Oriente |
| Augusto Majencio (306-312)      | Augusto Maximino Daya (270-313)   |

| Augusto Constantino I (272-337) | Augusto Licinio (250-325) |
| Territorios occidentales | Territorios orientales |
| César Crispo (305-326) nombrado césar por su padre Constantino en el 317César Constantino II (316-340) nombrado césar por su padre Constantino en el 317 | Augusto Valerio Valente (¿-317) reinó del 316 al 317 en Panonia, nombrado por Licinio, fue ejecutado por este a petición de Constantino César Licinio II (316-326) nombrado césar por su padre Licinio en el 317Augusto Martiniano (¿-325) nombrado augusto por Licinio en el 324 para sustituir a Constantino |

## Árbol genealógico
|                               |                               |                               |                               |                               |                               |  |  |                      |                      |                      |                      | Diocleciano Jovius (r. 284-305) | Diocleciano Jovius (r. 284-305) | Diocleciano Jovius (r. 284-305) | Diocleciano Jovius (r. 284-305) | Diocleciano Jovius (r. 284-305) | Diocleciano Jovius (r. 284-305) |                 |                 | Prisca          | Prisca          | Prisca         | Prisca         | Prisca                | Prisca                |                            |                            |                            |                            | Maximiano Herculius (r. 286-305)(306-310) | Maximiano Herculius (r. 286-305)(306-310) | Maximiano Herculius (r. 286-305)(306-310) | Maximiano Herculius (r. 286-305)(306-310) | Maximiano Herculius (r. 286-305)(306-310) | Maximiano Herculius (r. 286-305)(306-310) |                             |                             |                             |                             |        |        |                        |                        |                        |                        |                                      |                                      |                                      |                                      |                                      |                                      |                                 |                                 | Eutropia                        | Eutropia                        | Eutropia         | Eutropia         | Eutropia                            | Eutropia                            |                                     |                                     | Afranio Anibaliano                  | Afranio Anibaliano                  | Afranio Anibaliano | Afranio Anibaliano | Afranio Anibaliano | Afranio Anibaliano |  |  |                         |                         |                         |                         |                           |                           |                           |                           |                           |                           |                      |                      |                      |                      |  |  |
|                               |                               |                               |                               |                               |                               |  |  |                      |                      |                      |                      | Diocleciano Jovius (r. 284-305) | Diocleciano Jovius (r. 284-305) | Diocleciano Jovius (r. 284-305) | Diocleciano Jovius (r. 284-305) | Diocleciano Jovius (r. 284-305) | Diocleciano Jovius (r. 284-305) |                 |                 | Prisca          | Prisca          | Prisca         | Prisca         | Prisca                | Prisca                |                            |                            |                            |                            | Maximiano Herculius (r. 286-305)(306-310) | Maximiano Herculius (r. 286-305)(306-310) | Maximiano Herculius (r. 286-305)(306-310) | Maximiano Herculius (r. 286-305)(306-310) | Maximiano Herculius (r. 286-305)(306-310) | Maximiano Herculius (r. 286-305)(306-310) |                             |                             |                             |                             |        |        |                        |                        |                        |                        |                                      |                                      |                                      |                                      |                                      |                                      |                                 |                                 | Eutropia                        | Eutropia                        | Eutropia         | Eutropia         | Eutropia                            | Eutropia                            |                                     |                                     | Afranio Anibaliano                  | Afranio Anibaliano                  | Afranio Anibaliano | Afranio Anibaliano | Afranio Anibaliano | Afranio Anibaliano |  |  |                         |                         |                         |                         |                           |                           |                           |                           |                           |                           |                      |                      |                      |                      |  |  |
|                               |                               |                               |                               |                               |                               |  |  |                      |                      |                      |                      |                                 |                                 |                                 |                                 |                                 |                                 |                 |                 |                 |                 |                |                |                       |                       |                            |                            |                            |                            |                                           |                                           |                                           |                                           |                                           |                                           |                             |                             |                             |                             |        |        |                        |                        |                        |                        |                                      |                                      |                                      |                                      |                                      |                                      |                                 |                                 |                                 |                                 |                  |                  |                                     |                                     |                                     |                                     |                                     |                                     |                    |                    |                    |                    |  |  |                         |                         |                         |                         |                           |                           |                           |                           |                           |                           |                      |                      |                      |                      |  |  |
|                               |                               |                               |                               |                               |                               |  |  |                      |                      |                      |                      |                                 |                                 |                                 |                                 |                                 |                                 |                 |                 |                 |                 |                |                |                       |                       |                            |                            |                            |                            |                                           |                                           |                                           |                                           |                                           |                                           |                             |                             |                             |                             |        |        |                        |                        |                        |                        |                                      |                                      |                                      |                                      |                                      |                                      |                                 |                                 |                                 |                                 |                  |                  |                                     |                                     |                                     |                                     |                                     |                                     |                    |                    |                    |                    |  |  |                         |                         |                         |                         |                           |                           |                           |                           |                           |                           |                      |                      |                      |                      |  |  |
| Hermana de Galerio            | Hermana de Galerio            | Hermana de Galerio            | Hermana de Galerio            | Hermana de Galerio            | Hermana de Galerio            |  |  | Galerio (r. 305-311) | Galerio (r. 305-311) | Galerio (r. 305-311) | Galerio (r. 305-311) | Galerio (r. 305-311)            | Galerio (r. 305-311)            |                                 |                                 | Galeria Valeria                 | Galeria Valeria                 | Galeria Valeria | Galeria Valeria | Galeria Valeria | Galeria Valeria |                |                |                       |                       |                            |                            |                            |                            |                                           |                                           |                                           |                                           |                                           |                                           |                             |                             |                             |                             |        |        | Helena                 | Helena                 | Helena                 | Helena                 | Helena                               | Helena                               |                                      |                                      | Constancio I Cloro (r. 305-306)      | Constancio I Cloro (r. 305-306)      | Constancio I Cloro (r. 305-306) | Constancio I Cloro (r. 305-306) | Constancio I Cloro (r. 305-306) | Constancio I Cloro (r. 305-306) |                  |                  | Teodora                             | Teodora                             | Teodora                             | Teodora                             | Teodora                             | Teodora                             |                    |                    |                    |                    |  |  | Severo II (r. 306-307)  | Severo II (r. 306-307)  | Severo II (r. 306-307)  | Severo II (r. 306-307)  | Severo II (r. 306-307)    | Severo II (r. 306-307)    |                           |                           |                           |                           |                      |                      |                      |                      |  |  |
| Hermana de Galerio            | Hermana de Galerio            | Hermana de Galerio            | Hermana de Galerio            | Hermana de Galerio            | Hermana de Galerio            |  |  | Galerio (r. 305-311) | Galerio (r. 305-311) | Galerio (r. 305-311) | Galerio (r. 305-311) | Galerio (r. 305-311)            | Galerio (r. 305-311)            |                                 |                                 | Galeria Valeria                 | Galeria Valeria                 | Galeria Valeria | Galeria Valeria | Galeria Valeria | Galeria Valeria |                |                |                       |                       |                            |                            |                            |                            |                                           |                                           |                                           |                                           |                                           |                                           |                             |                             |                             |                             |        |        | Helena                 | Helena                 | Helena                 | Helena                 | Helena                               | Helena                               |                                      |                                      | Constancio I Cloro (r. 305-306)      | Constancio I Cloro (r. 305-306)      | Constancio I Cloro (r. 305-306) | Constancio I Cloro (r. 305-306) | Constancio I Cloro (r. 305-306) | Constancio I Cloro (r. 305-306) |                  |                  | Teodora                             | Teodora                             | Teodora                             | Teodora                             | Teodora                             | Teodora                             |                    |                    |                    |                    |  |  | Severo II (r. 306-307)  | Severo II (r. 306-307)  | Severo II (r. 306-307)  | Severo II (r. 306-307)  | Severo II (r. 306-307)    | Severo II (r. 306-307)    |                           |                           |                           |                           |                      |                      |                      |                      |  |  |
|                               |                               |                               |                               |                               |                               |  |  |                      |                      |                      |                      |                                 |                                 |                                 |                                 |                                 |                                 |                 |                 |                 |                 |                |                |                       |                       |                            |                            |                            |                            |                                           |                                           |                                           |                                           |                                           |                                           |                             |                             |                             |                             |        |        |                        |                        |                        |                        |                                      |                                      |                                      |                                      |                                      |                                      |                                 |                                 |                                 |                                 |                  |                  |                                     |                                     |                                     |                                     |                                     |                                     |                    |                    |                    |                    |  |  |                         |                         |                         |                         |                           |                           |                           |                           |                           |                           |                      |                      |                      |                      |  |  |
|                               |                               |                               |                               |                               |                               |  |  |                      |                      |                      |                      |                                 |                                 |                                 |                                 |                                 |                                 |                 |                 |                 |                 |                |                |                       |                       |                            |                            |                            |                            |                                           |                                           |                                           |                                           |                                           |                                           |                             |                             |                             |                             |        |        |                        |                        |                        |                        |                                      |                                      |                                      |                                      |                                      |                                      |                                 |                                 |                                 |                                 |                  |                  |                                     |                                     |                                     |                                     |                                     |                                     |                    |                    |                    |                    |  |  |                         |                         |                         |                         |                           |                           |                           |                           |                           |                           |                      |                      |                      |                      |  |  |
| Maximino II Daya (r. 306-312) | Maximino II Daya (r. 306-312) | Maximino II Daya (r. 306-312) | Maximino II Daya (r. 306-312) | Maximino II Daya (r. 306-312) | Maximino II Daya (r. 306-312) |  |  |                      |                      |                      |                      | Valeria Maximila                | Valeria Maximila                | Valeria Maximila                | Valeria Maximila                | Valeria Maximila                | Valeria Maximila                |                 |                 |                 |                 |                |                | Majencio (r. 306-312) | Majencio (r. 306-312) | Majencio (r. 306-312)      | Majencio (r. 306-312)      | Majencio (r. 306-312)      | Majencio (r. 306-312)      |                                           |                                           |                                           |                                           |                                           |                                           |                             |                             | Fausta                      | Fausta                      | Fausta | Fausta | Fausta                 | Fausta                 |                        |                        | Constantino I El grande (r. 306-337) | Constantino I El grande (r. 306-337) | Constantino I El grande (r. 306-337) | Constantino I El grande (r. 306-337) | Constantino I El grande (r. 306-337) | Constantino I El grande (r. 306-337) |                                 |                                 | Julio Constancio                | Julio Constancio                | Julio Constancio | Julio Constancio | Julio Constancio                    | Julio Constancio                    |                                     |                                     | Basilina                            | Basilina                            | Basilina           | Basilina           | Basilina           | Basilina           |  |  | Flavia Julia Constancia | Flavia Julia Constancia | Flavia Julia Constancia | Flavia Julia Constancia | Flavia Julia Constancia   | Flavia Julia Constancia   |                           |                           | Licinio (r. 308-324)      | Licinio (r. 308-324)      | Licinio (r. 308-324) | Licinio (r. 308-324) | Licinio (r. 308-324) | Licinio (r. 308-324) |  |  |
| Maximino II Daya (r. 306-312) | Maximino II Daya (r. 306-312) | Maximino II Daya (r. 306-312) | Maximino II Daya (r. 306-312) | Maximino II Daya (r. 306-312) | Maximino II Daya (r. 306-312) |  |  |                      |                      |                      |                      | Valeria Maximila                | Valeria Maximila                | Valeria Maximila                | Valeria Maximila                | Valeria Maximila                | Valeria Maximila                |                 |                 |                 |                 |                |                | Majencio (r. 306-312) | Majencio (r. 306-312) | Majencio (r. 306-312)      | Majencio (r. 306-312)      | Majencio (r. 306-312)      | Majencio (r. 306-312)      |                                           |                                           |                                           |                                           |                                           |                                           |                             |                             | Fausta                      | Fausta                      | Fausta | Fausta | Fausta                 | Fausta                 |                        |                        | Constantino I El grande (r. 306-337) | Constantino I El grande (r. 306-337) | Constantino I El grande (r. 306-337) | Constantino I El grande (r. 306-337) | Constantino I El grande (r. 306-337) | Constantino I El grande (r. 306-337) |                                 |                                 | Julio Constancio                | Julio Constancio                | Julio Constancio | Julio Constancio | Julio Constancio                    | Julio Constancio                    |                                     |                                     | Basilina                            | Basilina                            | Basilina           | Basilina           | Basilina           | Basilina           |  |  | Flavia Julia Constancia | Flavia Julia Constancia | Flavia Julia Constancia | Flavia Julia Constancia | Flavia Julia Constancia   | Flavia Julia Constancia   |                           |                           | Licinio (r. 308-324)      | Licinio (r. 308-324)      | Licinio (r. 308-324) | Licinio (r. 308-324) | Licinio (r. 308-324) | Licinio (r. 308-324) |  |  |
|                               |                               |                               |                               |                               |                               |  |  |                      |                      |                      |                      |                                 |                                 |                                 |                                 |                                 |                                 |                 |                 |                 |                 |                |                |                       |                       |                            |                            |                            |                            |                                           |                                           |                                           |                                           |                                           |                                           |                             |                             |                             |                             |        |        |                        |                        |                        |                        |                                      |                                      |                                      |                                      |                                      |                                      |                                 |                                 |                                 |                                 |                  |                  |                                     |                                     |                                     |                                     |                                     |                                     |                    |                    |                    |                    |  |  |                         |                         |                         |                         |                           |                           |                           |                           |                           |                           |                      |                      |                      |                      |  |  |
|                               |                               |                               |                               |                               |                               |  |  |                      |                      |                      |                      |                                 |                                 |                                 |                                 |                                 |                                 |                 |                 |                 |                 |                |                |                       |                       |                            |                            |                            |                            |                                           |                                           |                                           |                                           |                                           |                                           |                             |                             |                             |                             |        |        |                        |                        |                        |                        |                                      |                                      |                                      |                                      |                                      |                                      |                                 |                                 |                                 |                                 |                  |                  |                                     |                                     |                                     |                                     |                                     |                                     |                    |                    |                    |                    |  |  |                         |                         |                         |                         |                           |                           |                           |                           |                           |                           |                      |                      |                      |                      |  |  |
|                               |                               |                               |                               |                               |                               |  |  |                      |                      |                      |                      |                                 |                                 |                                 |                                 |                                 |                                 | Valerio Rómulo  | Valerio Rómulo  | Valerio Rómulo  | Valerio Rómulo  | Valerio Rómulo | Valerio Rómulo |                       |                       | Constancio II (r. 337-361) | Constancio II (r. 337-361) | Constancio II (r. 337-361) | Constancio II (r. 337-361) | Constancio II (r. 337-361)                | Constancio II (r. 337-361)                |                                           |                                           | Constantino II (r. 337-340)               | Constantino II (r. 337-340)               | Constantino II (r. 337-340) | Constantino II (r. 337-340) | Constantino II (r. 337-340) | Constantino II (r. 337-340) |        |        | Constante (r. 337-350) | Constante (r. 337-350) | Constante (r. 337-350) | Constante (r. 337-350) | Constante (r. 337-350)               | Constante (r. 337-350)               |                                      |                                      | Helena                               | Helena                               | Helena                          | Helena                          | Helena                          | Helena                          |                  |                  | Juliano II El apóstata (r. 361-363) | Juliano II El apóstata (r. 361-363) | Juliano II El apóstata (r. 361-363) | Juliano II El apóstata (r. 361-363) | Juliano II El apóstata (r. 361-363) | Juliano II El apóstata (r. 361-363) |                    |                    |                    |                    |  |  |                         |                         |                         |                         | Valerio Liciniano Licinio | Valerio Liciniano Licinio | Valerio Liciniano Licinio | Valerio Liciniano Licinio | Valerio Liciniano Licinio | Valerio Liciniano Licinio |                      |                      |                      |                      |  |  |
|                               |                               |                               |                               |                               |                               |  |  |                      |                      |                      |                      |                                 |                                 |                                 |                                 |                                 |                                 | Valerio Rómulo  | Valerio Rómulo  | Valerio Rómulo  | Valerio Rómulo  | Valerio Rómulo | Valerio Rómulo |                       |                       | Constancio II (r. 337-361) | Constancio II (r. 337-361) | Constancio II (r. 337-361) | Constancio II (r. 337-361) | Constancio II (r. 337-361)                | Constancio II (r. 337-361)                |                                           |                                           | Constantino II (r. 337-340)               | Constantino II (r. 337-340)               | Constantino II (r. 337-340) | Constantino II (r. 337-340) | Constantino II (r. 337-340) | Constantino II (r. 337-340) |        |        | Constante (r. 337-350) | Constante (r. 337-350) | Constante (r. 337-350) | Constante (r. 337-350) | Constante (r. 337-350)               | Constante (r. 337-350)               |                                      |                                      | Helena                               | Helena                               | Helena                          | Helena                          | Helena                          | Helena                          |                  |                  | Juliano II El apóstata (r. 361-363) | Juliano II El apóstata (r. 361-363) | Juliano II El apóstata (r. 361-363) | Juliano II El apóstata (r. 361-363) | Juliano II El apóstata (r. 361-363) | Juliano II El apóstata (r. 361-363) |                    |                    |                    |                    |  |  |                         |                         |                         |                         | Valerio Liciniano Licinio | Valerio Liciniano Licinio | Valerio Liciniano Licinio | Valerio Liciniano Licinio | Valerio Liciniano Licinio | Valerio Liciniano Licinio |                      |                      |                      |                      |  |  |
|                               |                               |                               |                               |                               |                               |  |  |                      |                      |                      |                      |                                 |                                 |                                 |                                 |                                 |                                 |                 |                 |                 |                 |                |                |                       |                       |                            |                            |                            |                            |                                           |                                           |                                           |                                           |                                           |                                           |                             |                             |                             |                             |        |        |                        |                        |                        |                        |                                      |                                      |                                      |                                      |                                      |                                      |                                 |                                 |                                 |                                 |                  |                  |                                     |                                     |                                     |                                     |                                     |                                     |                    |                    |                    |                    |  |  |                         |                         |                         |                         |                           |                           |                           |                           |                           |                           |                      |                      |                      |                      |  |  |